# دوري كرة القدم النرويجي الدرجة الأولى 1977
دوري كرة القدم النرويجي الدرجة الأولى 1977 (بالنرويجية: 2. divisjon fotball for menn 1977)‏ هو الموسم 29 من الدوري النرويجي الدرجة الأولى. أشرف على تنظيمه اتحاد النرويج لكرة القدم، وكان عدد الأندية المشاركة فيه 30، وفاز فيه نادي شايد.